# Carlos Augusto, Grão-Duque de Saxe-Weimar-Eisenach
Carlos Augusto, Grão-Duque de Saxe-Weimar-Eisenach (3 de Setembro de 1757 - 14 de Junho de 1828), foi um duque das casas de Saxe-Weimar e de Saxe-Eisenach (em união pessoal desde 1758), duque de Saxe-Weimar-Eisenach desde a fundação do ducado em 1809, depois elevado a grão-duque do mesmo título em 1815, funções que manteve até falecer. Ficou conhecido pelo brilho intelectual da sua corte.

## Primeiros anos

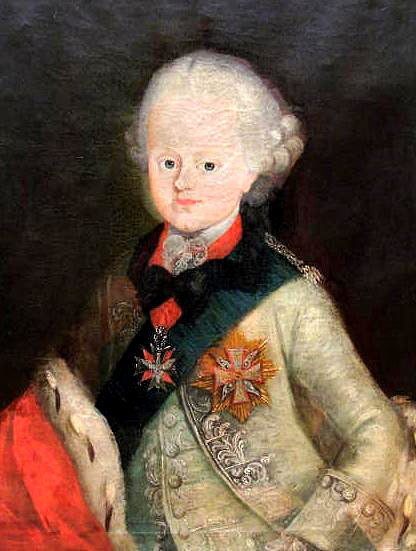
Pintura de Carlos Augusto, Grão-Duque de Saxe-Weimar-Eisanach, Aos 10 anos de idade.

Nascido em Weimar, era o filho mais velho de Ernesto Augusto II, Duque de Saxe-Weimar-Eisenach, e da duquesa Ana Amália de Brunsvique-Volfembutel.
O seu pai morreu quando ele tinha apenas nove meses de vida (a 28 de Maio de 1758) e Carlos Augusto foi criado num período de regência e sob a orientação da sua mãe, uma mulher do iluminismo, mas com um temperamento autoritário. O seu governador era o conde Johann Eustach von Görtz, um nobre alemão puritano. No entanto, a sua educação assumiu um aspecto mais humanista quando, em 1771, Christoph Martin Wieland foi nomeado para seu tutor. Em 1774, o poeta Karl Ludwig von Knebel mudou-se para Weimar para se tornar tutor do seu irmão mais novo, o príncipe Frederico Fernando Constantino, e, no mesmo ano, os dois príncipes partiram com o conde Görtz e Knebel para Paris. A caminho da capital francesa, numa paragem em Frankfurt, Knebel apresentou Carlos Augusto a Johann Wolfgang von Goethe, dando início à amizade entre os dois que duraria o resto das suas vidas.

## Duque de Saxe-Weimar-Eisenach

### Weimar, o centro intelectual da Alemanha

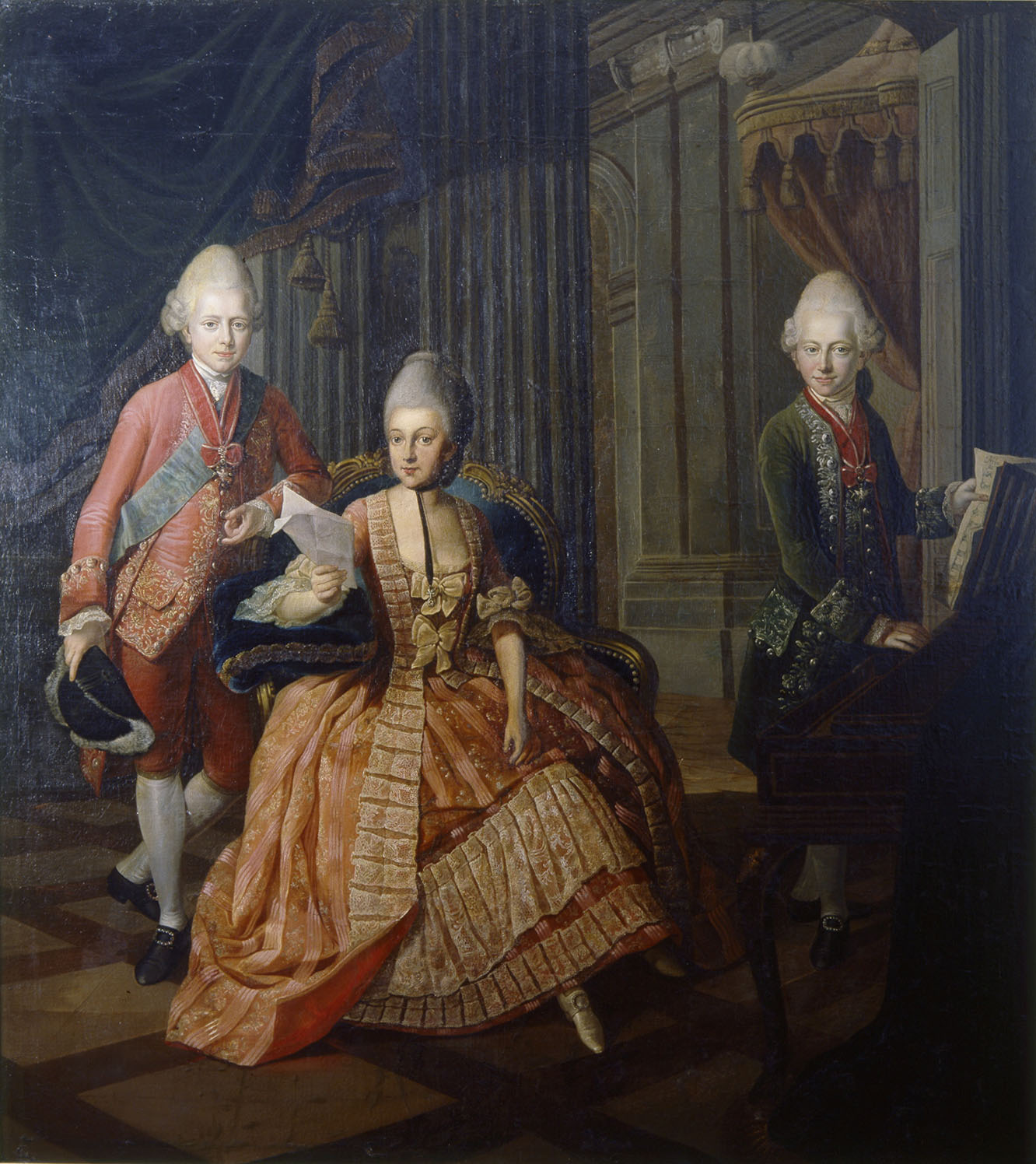
Carlos Augusto com a sua mãe, Ana Amália, e o irmão Frederico Fernando
Por Anna Rosina de Gasc, c.1773

Depois de regressar a Weimar e assumir o governo do seu ducado, Carlos Augusto casou-se em Karlsruhe com a princesa Luísa de Hesse-Darmstadt, filha do conde Luís IX de Hesse-Darmstadt, a 3 de Outubro de 1775.
Uma das primeiras decisões que o jovem grão-duque tomou foi convidar Johann Wolfgang von Goethe para Weimar e, em 1776, nomeou-o membro do seu conselho privado. Sobre a nomeação, Carlos Augusto afirmouː As pessoas com discernimento dão-me os parabéns por ter este homem comigo. O seu intelecto, o seu génio, são bem conhecidos. Não me importo se o resto do mundo se sente ofendido por ter tornado o Dr. Goethe membro do meu collegium mais importante sem que ele tenha passado pelas posições de professor oficial menor e conselheiro de estado. Muitos não viram de imediato os benefícios desta nomeação. Com Goethe, o espírito Sturm und Drang chegou a Weimar, e as tradições rígidas da pequena corte desapareceram para dar lugar a uma revolução de exuberância jovem. 
O duque bebia muito, mas era também um bom desportista, e as festas da corte eram muitas vezes trocadas por corridas a cavalo cheias de adrenalina pelo campo, que acabavam em noites passadas à volta de uma fogueira a ver as estrelas. Também se pensa que foi Carlos Augusto quem desenvolveu o Weimaraner, uma raça pura de cão de caça que ainda é popular nos dias de hoje. No entanto, o duque tinha também gostos mais sérios. Interessava-se por literatura, arte e ciência, financiou Goethe, criou a Escola Principesca de Desenho Livre de Weimar e encorajou o período classicista de Weimar. Os críticos elogiavam os seus gostos em pintura, os biólogos achavam que era um grande especialista em anatomia. Além de tudo isto, Carlos Augusto nunca negligenciou o governo do seu pequeno estado.
As suas reformas foram o resultado de algo mais do que o simples espírito dos déspotas esclarecidos do século XVIII, uma vez que não demorou a compreender que os poderes que tinha para ser uma figura divina na terra eram muito limitados. Assim, o seu maior objectivo foi educar o seu povo para que pudessem construir a sua própria visão política e social. Explicou que o objectivo das suas políticas educativas era, ao contrário do que defendiam Klemens Wenzel von Metternich e os seus seguidores, ajudar os homens a terem uma opinião própria e independente. Para isso, chamou Johann Gottfried von Herder a Weimar para levar a cabo uma reforma no sistema educacional e não é de admirar que, sob a orientação de um patrono iluminado, a Universidade de Jena se tenha tornado numa das mais conhecidas do mundo e Weimar no centro intelectual da Alemanha. 

### Política externa

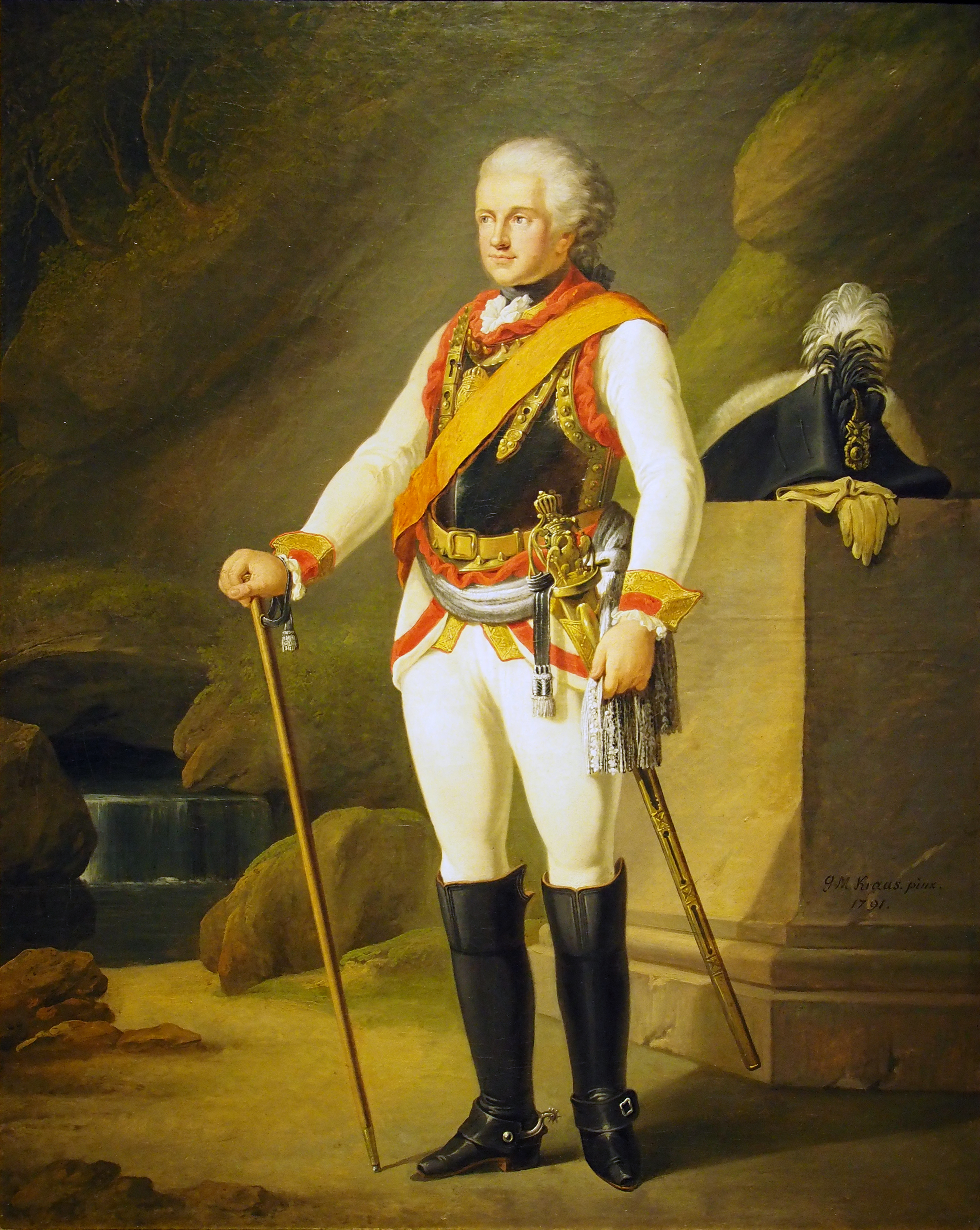
Carlos Augusto
Por Georg Melchior Kraus, 1791
Museu Nacional de Goethe

Entretanto, nos assuntos da Alemanha e do resto da Europa, a personalidade de Carlos Augusto proporcionou uma influência extraordinária à sua posição como príncipe soberano. Enfrentou desde logo o problema do enfraquecimento do Sacro Império Romano-Germânico e começou a trabalhar no sentido de unir os estados da Alemanha. Os planos do imperador José II, que ameaçava incorporar uma grande parte dos estados alemães na monarquia heterogénea dos Habsburgo, fez com que se virasse para o Reino da Prússia e foi ele um dos primeiros a incentivar a ideia da criação da liga dos príncipes (Fürstenbund) em 1785 que, sob a liderança do rei Frederico II da Prússia, deitou por terra as intrigas de José II. No entanto, Carlos Augusto não tinha ilusões relativamente ao poder da Áustria e, de forma sensata, em 1787, recusou a coroa da Hungria, que lhe foi oferecida pela Prússia numa altura em que os magiares se revoltavam contra o imperador, afirmando secamente que não tinha qualquer desejo de se tornar noutro rei de inverno, como tinha sido Frederico V, Eleitor Palatino.
Em 1788, Carlos Augusto passou a prestar serviço militar no exército da Prússia, ocupando a posição de major-general em comando activo de um regimento. Foi nessa posição que combateu, juntamente com Goethe, na Batalha de Valmy, em 1792, assim como no Cerco de Mainz em 1794 e nas batalhas de Pirmasenz, a 14 de Setembro, e Kaiserslautern, de 28 a 30 de Novembro do mesmo ano. 
Depois desta experiência militar, insatisfeito com a atitude das grandes potências, decidiu reformar-se do exército, mas acabaria por voltar quando o seu amigo, o rei Frederico Guilherme III, subiu ao trono da Prússia. Seguiu-se a desastrosa campanha militar de Jena (1806). A 14 de Outubro, no dia seguinte à batalha, a cidade de Weimar foi saqueada e, de modo a prevenir o confisco dos seus territórios, Carlos Augusto foi obrigado a juntar-se à Confederação do Reno. A partir desse momento, e até à campanha de Moscovo em 1812, o seu contingente lutou ao lado de Napoleão Bonaparte, sob a bandeira francesa, em todas as suas guerras. No entanto, em 1813, juntou-se à Sexta Coligação e, em inícios de 1814, assumiu o comando de um corpo militar com 30 000 homens que lutava nos Países Baixos.

### Congresso de Viena e elevação a grão-ducado
Carlos Augusto esteve presente no Congresso de Viena (1815) e protestou em vão contra a política fechada das grandes potências que se limitavam a discutir os direitos dos seus príncipes e punham de lado os direitos do seu povo. Pelo serviço que prestou na guerra de libertação, recebeu como recompensa vários territórios e o título de grão-duque (Großherzog), mas a sua atitude liberal levantou suspeitas e acabou por sair em confronto com as potências reaccionárias.
Foi o primeiro príncipe alemão a conceder uma constituição ao seu estado, ao abrigo do Artigo XIII do Acto Confederativo (5 de Maio de 1816). A constituição garantia liberdade de imprensa, o que fez com que, durante algum tempo, Weimar se tornasse num centro jornalístico contra a ordem existente. O príncipe Klemens Wenzel von Metternich apelidou-o com desdém de der grosse Bursche, por ter protegido o revolucionário Burschenschaften. Em 1818, quando permitiu a celebração de um festival em 1818 no qual houve manifestações políticas, Carlos Augusto tornou-se novamente alvo de críticas por parte das grandes potências. Depois deste incidente, o grão-duque acabou por ceder às pressões de Prússia, Áustria e Rússia e voltou a restringir a liberdade de imprensa no grão-ducado, mas, graças à boa relação que tinha com o seu povo, o regime dos Decretos de Carlsbad era menos rígido em Weimar no que noutros estados alemães.

## Morte e legado

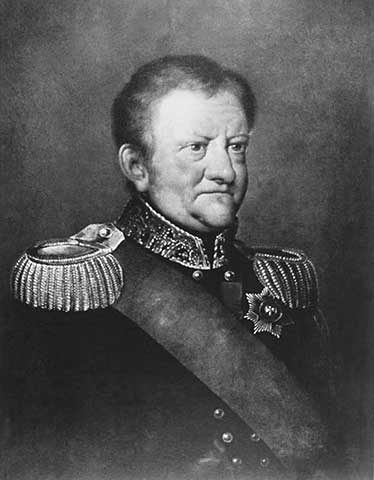
Carlos Augusto
Por Ferdinand Jagemann

Carlos Augusto morreu em Graditz, perto de Torgau, em 1828. Deixou uma grande impressão em todo o tipo de pessoas que conheceu ao longo da sua vida. Karl von Dalberg, o seu primeiro-ministro, afirmou que nunca conheceu um príncipe tão compreensivo, expressivo, honesto e verdadeiro. Quando visitou Milão, os seus habitantes apelidaram-no de uomo principe ("o príncipe-homem") e o próprio Goethe disse que ele tinha o dom de distinguir intelectos e personalidades, e de colocar cada um no seu lugar. Era a mais pura boa-vontade que o inspirava, o mais puro humanismo, e, com toda a sua alma, desejava apenas aquilo que era melhor. Havia nele algo de divino. Teria todo o prazer em fazer toda a humanidade feliz. Por fim, era maior do que aquilo que o rodeava (...) Via e julgava tudo o que via e, em todo o lado, a fonte em quem confiava mais era ele próprio. A correspondência trocada entre Carlos Augusto e Goethe foi publicada em dois volumes, em Weimar, em 1863. 
Deixou dois filhos varõesː Carlos Frederico, que o sucedeu, e Carlos Bernardo, um soldado notável que, após o Congresso de Viena, se tornou coronel de um regimento ao serviço do rei dos Países Baixos, destingiu-se como comandante das tropas holandesas na campanha belga de 1830 (a Campanha dos Dez Dias) e, entre 1847 e 1850, foi comandante das forças das Índias Orientais Holandesas. O filho de Bernardo, o príncipe Guilherme Augusto Eduardo, conhecido como príncipe Eduardo de Saxe-Weimar (1823-1902) combateu no exército britânico e terminou a sua carreira como marechal-de-campo.
A única filha de Carlos Augusto, a princesa Carolina Luísa, casou-se com Frederico Luís de Mecklemburgo-Schwerin, e uma das suas filhas deste, a princesa Helena, casou-se com Fernando Filipe, Duque de Orleães, filho mais velho do rei Luís Filipe I de França.

## Descendência

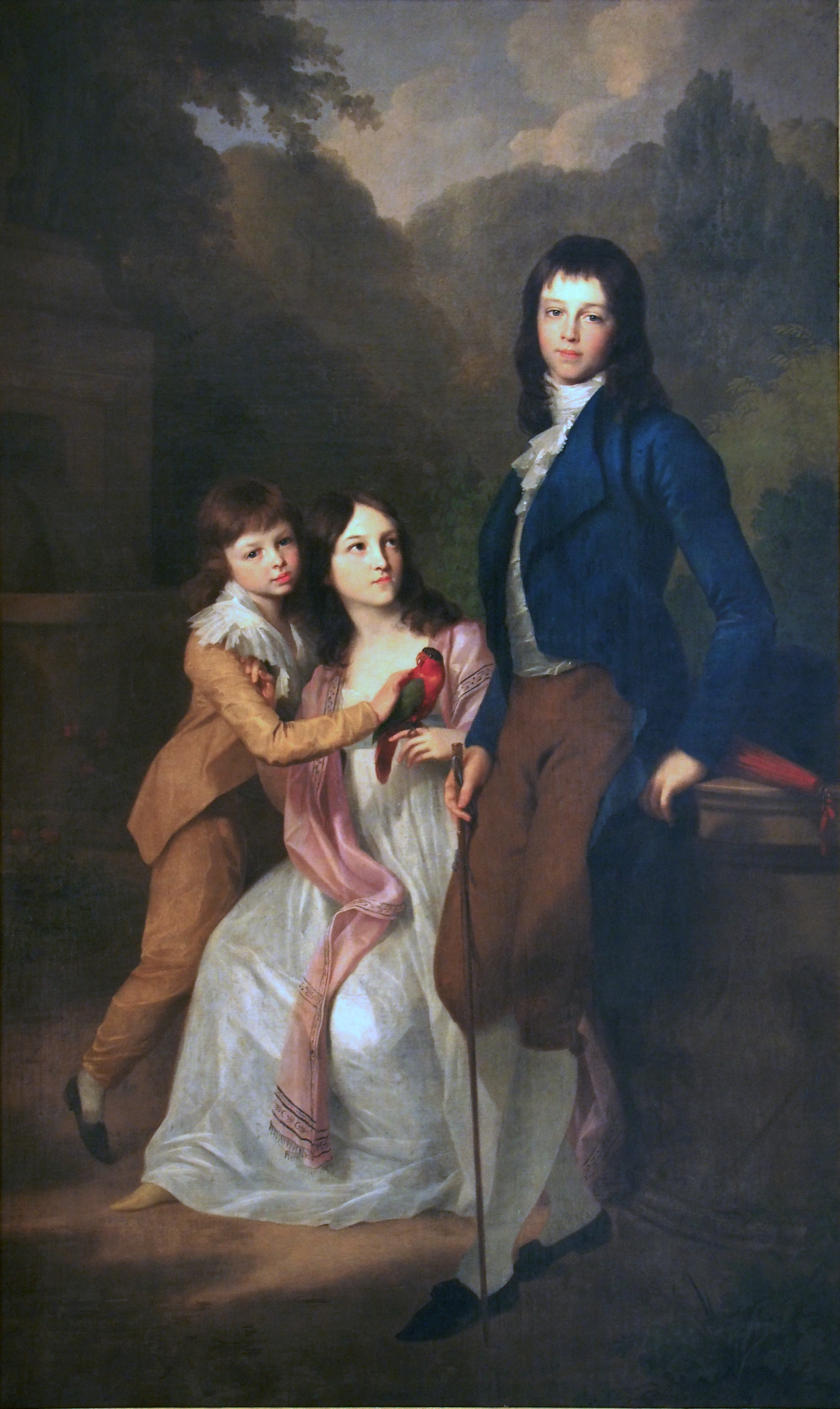
Os três filhos de Carlos Augusto que chegaram à idade adultaː Bernardo, Carolina Luísa e Carlos Frederico
Por Johann Friedrich August Tischbein, Palácio de Weimar

Carlos Augusto teve sete filhos com a sua esposa, a princesa Luísa de Hesse-Darmstadtː
1. Luísa Augusta de Saxe-Weimar-Eisenach (3 de Fevereiro de 1779 – 24 de Março de 1784), morreu aos cinco anos de idade.
2. Filha nado morta (10 de Setembro de 1781).
3. Carlos Frederico, Grão-Duque de Saxe-Weimar-Eisenach (2 de Fevereiro de 1783 – 8 de Julho de 1853), casado com a grã-duquesa Maria Pavlovna da Rússia; com descendência.
4. Filho nado morto (26 de Fevereiro de 1785).
5. Carolina Luísa de Saxe-Weimar-Eisenach (18 de Julho de 1786 – 20 de Janeiro de 1816), casada com Frederico Luís, grão-duque hereditário de Mecklenburg-Schwerin; com descendência.
6. Filho nado morto (13 de Abril de 1789).
7. Bernardo de Saxe-Weimar-Eisenach (30 de Maio de 1792 – 31 de Julho de 1862), casado com a princesa Ida de Saxe-Meiningen; com descendência.

Além dos seus filhos legítimos, Carlos Augusto teve pelo menos cinco filhos fora do casamento:
Com Eva Dorothea Wiegand (1755 – 1828)
1. Johann Karl Sebastian Klein (9 de Junho de 1779 – 28 de Junho de 1830), casado com Anna Fredericka Henriette Müller. Tiveram três filhos que devem ter morrido novos.

Com Luise Rudorf (1777 – 1852)
1. Karl Wilhelm de Knebel (18 de Janeiro de 1796 – 16 de Novembro de 1861), casado primeiro com Fredericka de Geusau, com quem teve um filho que morreu novo e de quem se divorciou em 1837; casou-se uma segunda vez com Josephine Karoline Emilie Trautmann, de quem teve um filho e duas filhas.

Com Karoline Jagemann (1777 – 1848), recebeu o título de Frau von Heygendorf
1. Carl de Wolfgang (25 de Dezembro de 1806 – 17 de Fevereiro de 1895)
2. August de Heygendorff (10 de Agosto de 1810 – 23 de Janeiro de 1874).
3. Mariana de Heygendorff (8 de Abril de 1812 – 10 de Agosto de 1836), casada com Daniel, barão Tindal.

## Genealogia
| Carlos Augusto, Grão-Duque de Saxe-Weimar-Eisenach | Pai: Ernesto Augusto II, Duque de Saxe-Weimar-Eisenach | Avô paterno: Ernesto Augusto I, Duque de Saxe-Weimar-Eisenach | Bisavô paterno: João Ernesto III, Duque de Saxe-Weimar                   |
| Carlos Augusto, Grão-Duque de Saxe-Weimar-Eisenach | Pai: Ernesto Augusto II, Duque de Saxe-Weimar-Eisenach | Avô paterno: Ernesto Augusto I, Duque de Saxe-Weimar-Eisenach | Bisavó paterna: Sofia Augusta de Anhalt-Zerbst                           |
| Carlos Augusto, Grão-Duque de Saxe-Weimar-Eisenach | Pai: Ernesto Augusto II, Duque de Saxe-Weimar-Eisenach | Avó paterna: Sofia Carlota de Brandemburgo-Bayreuth           | Bisavô paterno: Jorge Frederico Carlos, Marquês de Brandemburgo-Bayreuth |
| Carlos Augusto, Grão-Duque de Saxe-Weimar-Eisenach | Pai: Ernesto Augusto II, Duque de Saxe-Weimar-Eisenach | Avó paterna: Sofia Carlota de Brandemburgo-Bayreuth           | Bisavó paterna: Doroteia de Schleswig-Holstein-Sonderburg-Beck           |
| Carlos Augusto, Grão-Duque de Saxe-Weimar-Eisenach | Mãe: Ana Amália de Brunsvique-Volfembutel              | Avô materno: Carlos I, Duque de Brunsvique-Volfembutel        | Bisavô materno: Fernando Alberto II, Duque de Brunswick-Wolfenbüttel     |
| Carlos Augusto, Grão-Duque de Saxe-Weimar-Eisenach | Mãe: Ana Amália de Brunsvique-Volfembutel              | Avô materno: Carlos I, Duque de Brunsvique-Volfembutel        | Bisavó materna: Antónia Amália de Brunsvique-Volfembutel                 |
| Carlos Augusto, Grão-Duque de Saxe-Weimar-Eisenach | Mãe: Ana Amália de Brunsvique-Volfembutel              | Avó materna: Filipina Carlota da Prússia                      | Bisavô materno: Frederico Guilherme I da Prússia                         |
| Carlos Augusto, Grão-Duque de Saxe-Weimar-Eisenach | Mãe: Ana Amália de Brunsvique-Volfembutel              | Avó materna: Filipina Carlota da Prússia                      | Bisavó materna: Sofia Doroteia de Hanôver                                |